# Melox
Melox ist eine kerntechnische Anlage in Frankreich, in der plutoniumhaltige Brennelemente (MOX-Brennelemente) für französische und ausländische Leichtwasserreaktoren hergestellt werden. Die Anlage wurde 1985 zunächst von der Cogema, Framatome und EDF geplant, 1990 gebaut und 1995 in Betrieb genommen. Mit Übergang der Cogema in die Areva-Gruppe ist diese bis heute der Betreiber. Der Betrieb findet auf dem Gelände des kerntechnischen Zentrums Marcoule am rechten Ufer der Rhône im Süden des Landes statt.
Die genehmigte Jahreskapazität beläuft sich seit September 2003 auf 145 Tonnen Schwermetall pro Jahr. Ursprünglich waren 101 Tonnen Schwermetall pro Jahr genehmigt. Die später genehmigte Kapazitätserhöhung hängt zusammen mit der Einstellung des kommerziellen Fertigungsbetriebs einer ähnlichen, aber deutlich kleineren und älteren Anlage in Cadarache im Juli 2003. Nach dem französischen Stromkonzern EDF, dessen Aufträge etwa zwei Drittel der Kapazität belegen, zählen deutsche Energieversorgungsunternehmen zu den wichtigsten Kunden.
Das Fertigungsverfahren basiert auf den Verfahren, die seit Mitte der 1970er Jahre in den Anlagen Dessel (Belgien) und Cadarache im Einsatz sind. Ausgangsmaterialien sind Plutoniumdioxid (aus der Wiederaufarbeitungsanlage La Hague) und Urandioxid in Pulverform.